# Malawi aux Jeux olympiques d'été de 2024
Le Malawi participe aux Jeux olympiques de 2024 à Paris. Il s'agit de sa 12e participation à des Jeux olympiques d'été.
La délégation compte six membres dont trois sportifs.
Le nageur Filipe Gomes (en) et l'athlète Asimenye Simwaka sont les porte-drapeaux de la délégation malawite.

## Nombre d’athlètes qualifiés par sport
Voici la liste des qualifiés et sélectionnés par sport (remplaçants compris) :
| Sport      | Hommes | Femmes | Total |
| ---------- | ------ | ------ | ----- |
| Athlétisme | 0      | 1      | 1     |
| Natation   | 1      | 1      | 2     |
| Total      | 2      | 1      | 3     |

## Résultats

### Athlétisme
Asimenye Simwaka a gagné sa qualification au nom de l’universalité des Jeux.
| Athlètes         | Épreuve      | Tour préliminaire | Tour préliminaire | Premier tour | Premier tour | Demi-finales | Demi-finales | Finale   | Finale   |
| Athlètes         | Épreuve      | Temps             | Rang              | Temps        | Rang         | Temps        | Rang         | Temps    | Rang     |
| ---------------- | ------------ | ----------------- | ----------------- | ------------ | ------------ | ------------ | ------------ | -------- | -------- |
| Asimenye Simwaka | 100m féminin | 11 s 78           | 2e                | 11 s 91      | 8e           | Éliminée     | Éliminée     | Éliminée | Éliminée |

### Natation
Le Malawi a reçu deux quotas d'universalité de la FINA.
| Athlète      | Épreuve          | Séries  | Séries | Demi-finales | Demi-finales | Finale  | Finale  |
| Athlète      | Épreuve          | Temps   | Rang   | Temps        | Rang         | Temps   | Rang    |
| ------------ | ---------------- | ------- | ------ | ------------ | ------------ | ------- | ------- |
| Filipe Gomes | 100 m nage libre | 24 s 11 | 49e    | Éliminé      | Éliminé      | Éliminé | Éliminé |

| Athlète                | Épreuve         | Séries  | Séries | Demi-finales | Demi-finales | Finale   | Finale   |
| Athlète                | Épreuve         | Temps   | Rang   | Temps        | Rang         | Temps    | Rang     |
| ---------------------- | --------------- | ------- | ------ | ------------ | ------------ | -------- | -------- |
| Tayamika Chang'anamuno | 50 m nage libre | 29 s 32 | 55e    | Éliminée     | Éliminée     | Éliminée | Éliminée |